# Judd Trump
Judd Trump MBE (* 20. August 1989 in Bristol) ist ein englischer Snookerspieler und aktuell Erster der Weltrangliste. Trump hat in seiner seit 2005 andauernden Profizeit bisher 44 Ranglisten- und Einladungsturniere gewonnen, darunter die UK Championship, das Masters und die Weltmeisterschaft. Durch den Gewinn dieser drei Titel wurde er der elfte Träger der Triple Crown.

## Karriere

### Jugend und erste Saisons
Trump galt schon in jungen Jahren als großes Talent. Er gewann unter anderem einmal den U13- und dreimal den U15-Titel in England. Am 14. März 2004 erzielte er im Alter von 14 Jahren und 208 Tagen beim U16-Turnier in Leicester ein Maximum Break und unterbot damit die über 13 Jahre alte Bestmarke von Ronnie O’Sullivan. Dieser war 15 Jahre und 98 Tage alt gewesen, als ihm das erste Maximum Break in einem Turnier gelang.
Für die Saison 2005/06 erhielt Trump eine Wildcard für die Main Tour, damit wurde er bei der Turnierserie der Snookerprofis zum jüngsten Spieler aller Zeiten. Mit dem Erreichen der Runde der letzten 32 bei den Welsh Open 2006 ist er zudem der jüngste Spieler, der jemals in die Hauptrunde eines Weltranglistenturniers eingezogen ist. Dieses Ergebnis sicherte ihm mit der Ranglistenposition 74 auch den Verbleib auf der Main Tour.
In den folgenden Jahren kletterte er in der Rangliste stetig weiter nach oben. 2007 qualifizierte er sich für die Snookerweltmeisterschaft. Im Jahr darauf erreichte er nach dem Ausfall von Graeme Dott beim Grand Prix erstmals bei einem Profiturnier die zweite Runde, er gewann dort gegen Joe Perry und zog mit einem Sieg über Ronnie O’Sullivan schließlich sogar ins Halbfinale ein. Im selben Jahr gewann er auch das Qualifikationsturnier für das Masters.
In der Saison 2009/10 stieß Trump unter die Top-32 der Weltrangliste vor und musste damit nur noch eine Qualifikationsrunde (davor zwei Runden) für ein Turnier der Main Tour spielen. Seine größten Erfolge jedoch hatte er bei Einladungsturnieren: Er gewann die Championship League und war damit für die Premier League Snooker 2009 qualifiziert, bei der er die Vorrunde mit Siegen über Ronnie O’Sullivan, Marco Fu, Stephen Hendry und Shaun Murphy als Zweiter abschloss, um dann im Halbfinale auszuscheiden.

### Saison 2010/11 und 2011/12
In die Saison 2010/11 startete Trump mit dem Titel bei den Austrian Snooker Open in Wels, wo er im Finale den damaligen Weltmeister Neil Robertson besiegte. Mit dem Paul Hunter Classic 2010, das Teil der neu eingeführten Players Tour Championship war, gewann er sein erstes Minor-Ranglistenturnier. Im April 2011 erreichte er das Endspiel bei den China Open und damit erstmals das Finale eines vollwertigen Ranglistenturniers. Mit einem 10:8-Sieg über Mark Selby holte er seinen ersten Titel auf der Main Tour. Bei der anschließenden Snooker-WM gewann er sein Auftaktmatch (erneut gegen Titelverteidiger Neil Robertson) und stürmte bis in das Finale. Dort unterlag er John Higgins knapp mit 15:18, konnte sich jedoch mit seinem Abschneiden einen Platz unter den Top 16 der Weltrangliste sichern.
In der folgenden Saison gewann er das zweite PTC-Event in Gloucester sowie das neunte PTC-Turnier in Antwerpen (4:3-Finalsieg über Ronnie O’Sullivan), ein weiteres Mal stand er noch im Finale. Mit einem 10:8-Erfolg über Mark Allen sicherte er sich bei der UK Championship 2011 seinen zweiten Titel bei einem vollwertigen Ranglistenturnier. Danach kam kein weiterer herausragender Erfolg mehr dazu, er erreichte aber dreimal das Viertelfinale und sammelte Weltranglistenpunkte, sodass er bis auf Platz 2 vorstieß. Erfolgreich war er auch bei Einladungsturnieren. Sowohl beim Masters als auch in der Premier League erreichte er das Halbfinale, in der Championship League stand er im Finale. Bei der Weltmeisterschaft schied er dann bereits im Achtelfinale mit einer knappen 12:13-Niederlage gegen den späteren Finalisten Allister Carter aus.

### Saison 2012/13 und 2013/14
In die Saison 2012/13 startete Trump verhalten, erst beim Shanghai Masters zeigte er wieder sein starkes Offensivspiel und stieß bis ins Finale vor. Er führte gegen John Higgins bereits mit 7:2, brach dann aber in der zweiten Session ein und verlor noch mit 9:10. Dadurch verpasste er den Sprung auf Platz 1 der vorläufigen Weltrangliste. Im November gewann er dann mit 10:8 im Endspiel über Neil Robertson die International Championship. Mit seinem deutlichen 9:1-Halbfinalerfolg über Ex-Weltmeister Peter Ebdon hatte er Mark Selby bereits nach Punkten überholt und sich an die Spitze der Weltrangliste gesetzt. Wenig später gewann er mit den Bulgarian Open 2012 sein viertes PTC-Turnier. Platz eins konnte er jedoch nur kurz halten, der Rest der Saison verlief wechselhaft, es gab drei Auftaktniederlagen, zweimal kam er aber auch bis ins Halbfinale. Das eine Halbfinale bei der Snookerweltmeisterschaft 2013 verlor er gegen den späteren Sieger Ronnie O’Sullivan.
Es folgte eine durchwachsene Saison 2013/14, die Trump auf Platz drei der Weltrangliste begann. Beim German Masters verlor er erst im Finale gegen den Mann der Saison Ding Junhui. Beim Minor-Turnier in Gloucester stand er ebenfalls im Finale. Im November 2013 gelang Trump bei den Antwerp Open sein erstes offizielles Maximum Break in der Runde der letzten 32 gegen Mark Selby. Sein einziger Turniersieg gelang ihm bei der Championship League, die nicht für die Rangliste zählt. So konnte er seinen Platz nicht behaupten und fiel zum Saisonende auf Position sechs zurück.

### Saison 2014/15 und 2015/16

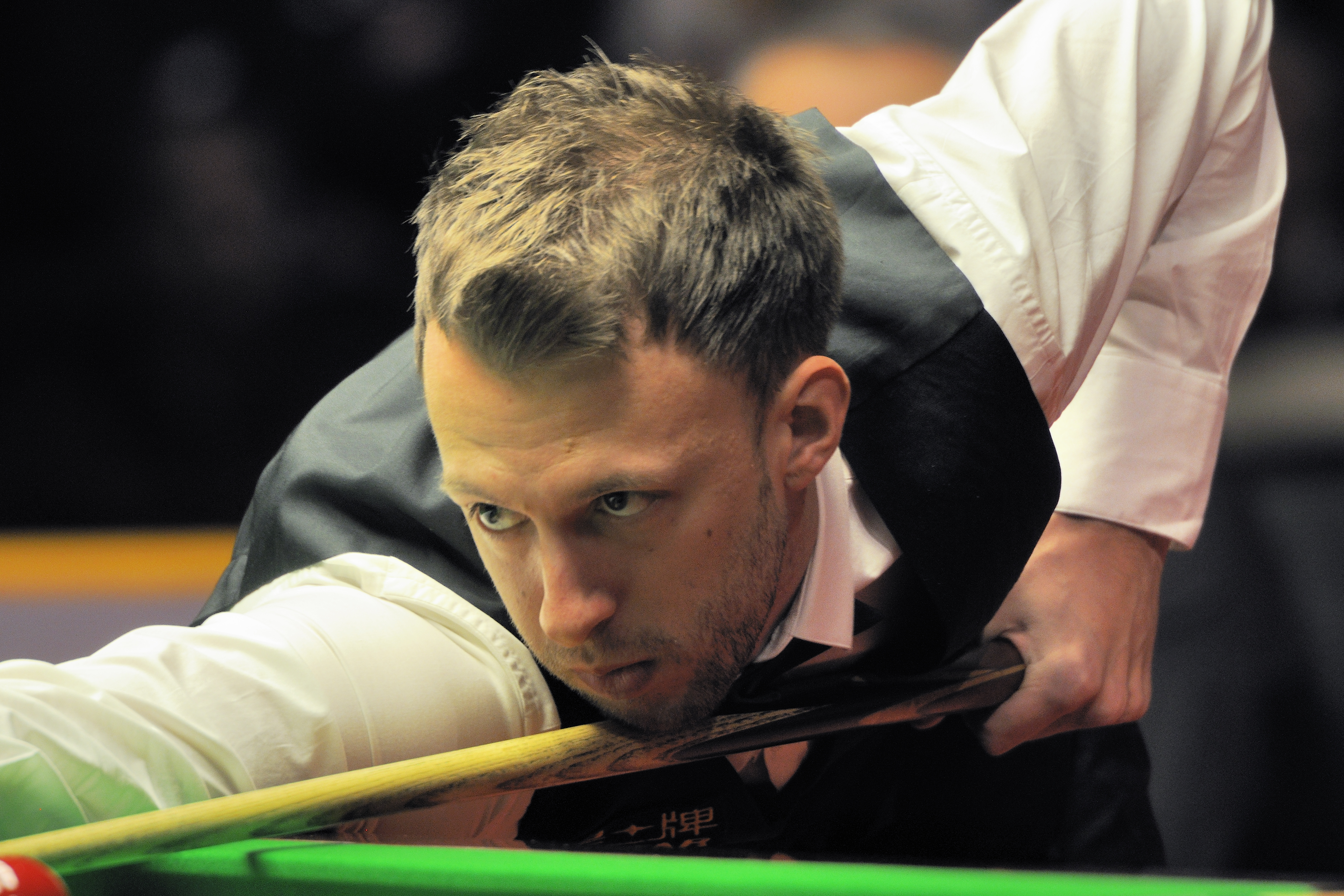
Judd Trump beim German Masters, 2014

In der Saison 2014/15 war Trump wieder erfolgreich. Beim dritten Turnier, den Australian Goldfields Open, holte er den vierten Ranglistenturniersieg seiner Karriere. Er bezwang im Finale Neil Robertson mit 9:5. Ende August 2014 erreichte er beim Paul Hunter Classic das Finale, unterlag dort aber Mark Allen mit 2:4. Im November gelang ihm der Finaleinzug beim Einladungsturnier Champion of Champions, er unterlag dort aber dem Titelverteidiger Ronnie O’Sullivan mit 7:10. Einen Monat später erreichte er bei der UK Championship das Finale, in dem er wieder auf O’Sullivan traf. Auch diesmal verlor er, allerdings nur knapp mit 9:10. Beim World Grand Prix 2015, einem neu eingeführten Einladungsturnier, kam es zum dritten Aufeinandertreffen im Endspiel. Diesmal gelang Trump der erste Sieg gegen den fünffachen Weltmeister seit drei Jahren und der zweite Titelgewinn der Saison.
Seinen fünften Titel bei einem Weltranglistenturnier erreichte Judd Trump zum Ende der Saison 2015/16 bei den China Open.

### Saison 2016/17
Die Saison 2016/17 verlief sehr erfolgreich für ihn. Mitte September 2016 ging Trump mit einem neuen Queue an den Start, nachdem sich sein altes Queue verbogen hatte. Beim European Masters gelang ihm damit gleich der Finaleinzug und das erneute Aufeinandertreffen mit O’Sullivan entschied er mit 9:8 für sich. Im Endspiel erzielte er das 400. Century Break seiner Karriere. Bei den English Open, den Welsh Open und den Gibraltar Open erreichte er jeweils das Finale. Im März 2017 gewann er die Players Championship gegen Marco Fu mit 10:8. Mit seinem siebten Ranglistensieg verbesserte er sich wieder auf Platz 2 der Weltrangliste. Bei den China Open schied er zwar überraschend gegen den Iraner Hossein Vafaei aus, erzielte aber in der vorhergehenden Partie sein drittes Maximum Break.

### Saison 2017/18
Nach einer Laserbehandlung der Augen verpasste Trump den Anfang der Saison 2017/18. Danach kam er bei seinen ersten Auftritten nicht so richtig in Tritt. Erst beim European Masters Anfang Oktober 2017 überstand er die ersten drei Runden und ging seinen Weg weiter bis ins Finale. Dort besiegte er Stuart Bingham mit 9:7 und verteidigte damit zum ersten Mal in seiner Karriere einen Titel.
Beim Shanghai Masters erreichte Trump mit Siegen über Alfie Burden, Ben Woollaston, Stephen Maguire, Luca Brecel und Jack Lisowski erneut das Finale, in dem er Ronnie O’Sullivan mit 3:10 unterlag.
Durch Siege über Chris Wakelin und Ricky Walden konnte Trump in die dritte Runde der Snookerweltmeisterschaft 2018 einziehen. Im Viertelfinale führte Trump schon mit 11:9 gegen John Higgins, verlor dann aber doch noch mit 12:13.

### Saison 2018/19
Zum Start der Saison 2018/19 erreichte Trump die Runde der letzten 32 der World Open, bevor er nach einer Auftaktniederlage bei den zum Einladungsturnier herabgestuften Shanghai Masters beim China Championship im Viertelfinale an John Higgins scheiterte. Bei den European Masters erreichte er dann wieder die Runde der letzten 32, ehe er bei den English Open im Viertelfinale am Waliser Ryan Day scheiterte. Beim International Championship und beim Einladungsturnier Champion of Champions erreichte er das Viertelfinale, wo er den Engländern Jack Lisowski und Kyren Wilson unterlag. Bei den Northern Ireland Open erreichte er dann sein erstes Saisonfinale, wo er nach Siegen über unter anderem Jack Lisowski, Ryan Day, Luca Brecel und Eden Sharav im Finale auf Ronnie O’Sullivan traf. Trump gewann das enge Finalspiel mit 9:7, wobei der Endstand die einzige Zwei-Frame-Führung während des gesamten Matches war.
Nach einer Achtelfinalteilnahme beim UK Championship erreichte er bei den Scottish Open das Halbfinale. Im neuen Jahr nahm er an der Championship League teil, wo er mit drei Siegen in sechs Spielen Platz fünf in der zweiten Gruppe belegte, wodurch er in Gruppe drei vorrückte. Dort belegte er zwar wieder mit drei Siegen aus sechs Spielen Platz vier, doch nach einem Halbfinalsieg über Stuart Bingham traf er im Gruppenfinale auf Barry Hawkins, den er mit 3:0 besiegte, wodurch er sich für die Winner’s Group zum Turnierende qualifizierte. Ebenfalls im Januar gewann er zum ersten Mal durch einen 10:4-Sieg über Ronnie O’Sullivan das Masters, nachdem er Kyren Wilson, Mark Selby und Neil Robertson besiegt hatte. Nach einer Viertelfinalniederlage gegen den Schotten Stephen Maguire beim German Masters erreichte er beim World Grand Prix wieder das Finale eines Ranglistenturnieres, wo er Ali Carter mit 10:6 besiegen konnte. Nach einer Zweitrundenniederlage bei den Welsh Open qualifizierte er sich Ende Februar für die Anfang April stattfindenden China Open. Bei der Snookerweltmeisterschaft 2019 gewann er mit einem deutlichen 18:9-Finalsieg über John Higgins erstmals den Titel. In diesem Match erzielte er sieben Century Breaks und egalisierte damit den Rekord von Stephen Hendry und Ding Junhui.

### Saison 2019/20
In der Saison 2019/20 setzte Trump seine Erfolgsserie aus der Vorsaison fort. So gewann er mit der International Championship, den World Open und den Northern Ireland Open bis November bereits drei Ranglistenturniere. Zu Beginn des nächsten Jahres gelang ihm mit seinem 9:6-Finalsieg beim German Masters über Neil Robertson die Revanche für das wenige Wochen zuvor verlorene Endspiel beim Champion of Champions. Im März besiegte er Yan Bingtao im Finale der Players Championship mit 10:4. Damit stellte er den bisher gültigen Rekord von fünf gewonnenen Turnieren innerhalb einer Saison ein. Nachdem er Mitte März mit den Gibraltar Open 2020 sein sechstes Ranglistenturnier binnen einer Saison gewann, ist er nunmehr der alleinige Rekordhalter. Bei der Weltmeisterschaft 2020 schied er als Titelverteidiger im Viertelfinale mit 9:13 gegen Kyren Wilson aus. In der Saison erzielte er insgesamt 102 Century Breaks und verpasste damit den Rekord von Neil Robertson (103) aus der Saison 2014 nur knapp.

### Seit 2021
Zum Ende der Saison 2020/21, in der er erneut fünf Ranglistenturniere gewonnen hatte, wurde Trump in die Snooker Hall of Fame aufgenommen. Ein Jahr später erreichte er erneut das Finale der Snookerweltmeisterschaft, verlor aber gegen Ronnie O’Sullivan.
Im Sommer 2022 wurde er im Rahmen der Feierlichkeiten zum 70. Thronjubiläum der Queen Elisabeth II. zum Member of the Order of the British Empire ernannt.
In der Saison 2022/23 holte er sich wieder einen Sieg bei einem Triple-Crown-Turnier, er gewann das Masters nach einem 10:8 gegen Mark Williams zum zweiten Mal. Zwei Monate später erzielte er als dritte Spieler in der Geschichte des Snookers sein 900. Karriere-Century-Break beim WST Classic. Dies hatten zuvor nur Ronnie O’Sullivan und John Higgins erreicht.
Im Oktober 2023 blieb Trump ungeschlagen und gewann die English Open, Wuhan Open und Northern Ireland Open mit 20 aufeinanderfolgenden Siegen. Damit wurde er zum fünften Spieler, dem es gelang, drei Ranglistenturniere in Folge zu gewinnen. Die Serie endete bei 22 Siegen nach einem 3:6 gegen Stephen Maguire in der zweiten Runde der International Championship.
Am 27. September 2024 gelang ihm bei den British Open gegen Mark Allen als drittem Spieler nach Ronnie O’Sullivan und John Higgins das 1000. Century-Break der Karriere. Am 1. Dezember 2024 gewann Trump zum zweiten Mal die UK Championship, im Finale besiegte er Barry Hawkins mit 10:8. Es war sein fünfter Triple-Crown-Erfolg und der 30. Titel bei einem Ranglistenturnier. Bei der Weltmeisterschaft 2025 schied er im Halbfinale mit 14:17 gegen Mark Williams aus. Er beendete die Saison als Weltranglistenerster und stelle mit 107 Century Breaks einen neuen Saisonrekord auf.
Er lebt in Hongkong.

## Poolbillard
Trump tritt gelegentlich im Poolbillard an. So schied er 2016 bei der Chinese 8-Ball World Championship in der Vorrunde aus und nahm 2021 an den US Open teil, bei denen er mit drei Siegen aus fünf Spielen in der Vorrunde scheiterte.

## Erfolge

### Ranglistenturniersiege
- China Open – 2011, 2016
- UK Championship – 2011, 2024
- International Championship – 2012, 2019
- Australian Goldfields Open – 2014
- European Masters – 2016, 2017
- Players Championship – 2017, 2020
- Northern Ireland Open – 2018, 2019, 2020, 2023
- World Grand Prix – 2019, 2020 II
- Snookerweltmeisterschaft – 2019
- World Open – 2019, 2024
- German Masters – 2020, 2021, 2024
- Gibraltar Open – 2020, 2021
- English Open – 2020, 2023
- Turkish Masters – 2022
- Wuhan Open – 2023
- Saudi Arabia Snooker Masters – 2024

### Minor-Ranglistenturniersiege
- Paul Hunter Classic – 2010
- Players Tour Championship – Event 2 – 2011
- Antwerp Open – 2011
- Bulgarian Open – 2012

### Einladungsturniersiege
- Masters Qualifying Event – 2008
- Championship League – 2009, 2014, 2016
- World Grand Prix – 2015
- Masters – 2019, 2023
- Champion of Champions – 2021
- Huangguoshu Open – 2023
- Shanghai Masters – 2024

### Maximum Breaks

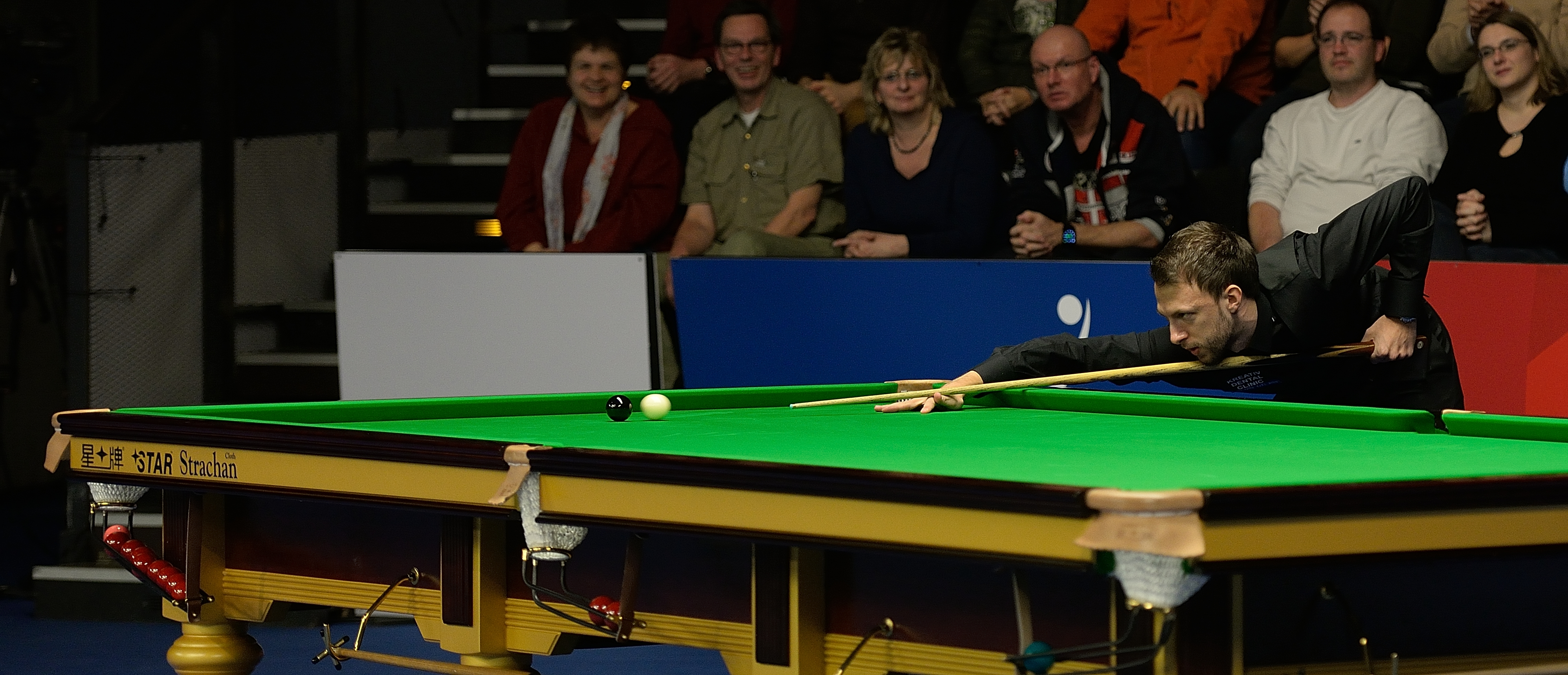
Judd Trump locht die letzte Kugel zum Maximum Break beim German Masters 2015

- Antwerp Open 2013, Runde der letzten 32 gegen Mark Selby[5]
- German Masters 2015, Viertelfinale gegen Mark Selby[17]
- China Open 2017, Achtelfinale gegen Tian Pengfei
- German Masters 2019, Qualifikationsrunde 2 gegen Lukas Kleckers
- Northern Ireland Open 2020, 2. Runde gegen Gao Yang
- Turkish Masters 2022, Finale gegen Matthew Selt
- Champion of Champions 2022, Finale gegen Ronnie O’Sullivan
- Scottish Open 2022, 2. Runde gegen Mitchell Mann

## Finalergebnisse
Ranglistenturnierendspiele: 49 (30 Siege)
| Legende (gew:verl)        |
| Weltmeisterschaften (1:2) |
| UK Championship (2:2)     |
| andere (27:15)            |

die Zahlen in Klammern zeigen die Anzahl der Siege an (>1)
| Platz    | Nr. | Jahr | Turnier                        | Finalgegner        | Ergebnis |
| Sieger   | 1.  | 2011 | China Open                     | Mark Selby         | 10:8     |
| Finalist | 1.  | 2011 | Snookerweltmeisterschaft       | John Higgins       | 15:18    |
| Sieger   | 2.  | 2011 | UK Championship                | Mark Allen         | 10:8     |
| Finalist | 2.  | 2012 | Shanghai Masters               | John Higgins       | 9:10     |
| Sieger   | 3.  | 2012 | International Championship     | Neil Robertson     | 10:8     |
| Finalist | 3.  | 2014 | German Masters                 | Ding Junhui        | 5:9      |
| Sieger   | 4.  | 2014 | Australian Goldfields Open     | Neil Robertson     | 9:5      |
| Finalist | 4.  | 2014 | UK Championship                | Ronnie O’Sullivan  | 9:10     |
| Finalist | 5.  | 2015 | Shanghai Masters               | Kyren Wilson       | 9:10     |
| Sieger   | 5.  | 2016 | China Open (2)                 | Ricky Walden       | 10:4     |
| Sieger   | 6.  | 2016 | European Masters               | Ronnie O’Sullivan  | 9:8      |
| Finalist | 6.  | 2016 | English Open                   | Liang Wenbo        | 6:9      |
| Finalist | 7.  | 2017 | Welsh Open                     | Stuart Bingham     | 8:9      |
| Finalist | 8.  | 2017 | Gibraltar Open                 | Shaun Murphy       | 2:4      |
| Sieger   | 7.  | 2017 | Players Championship           | Marco Fu           | 10:8     |
| Sieger   | 8.  | 2017 | European Masters (2)           | Stuart Bingham     | 9:7      |
| Finalist | 9.  | 2017 | Shanghai Masters               | Ronnie O’Sullivan  | 3:10     |
| Sieger   | 9.  | 2018 | Northern Ireland Open          | Ronnie O’Sullivan  | 9:7      |
| Sieger   | 10. | 2019 | World Grand Prix               | Ali Carter         | 10:6     |
| Sieger   | 11. | 2019 | Snookerweltmeisterschaft       | John Higgins       | 18:9     |
| Sieger   | 12. | 2019 | International Championship (2) | Shaun Murphy       | 10:3     |
| Sieger   | 13. | 2019 | World Open                     | Thepchaiya Un-Nooh | 10:5     |
| Sieger   | 14. | 2019 | Northern Ireland Open (2)      | Ronnie O’Sullivan  | 9:7      |
| Sieger   | 15. | 2020 | German Masters                 | Neil Robertson     | 9:6      |
| Sieger   | 16. | 2020 | Players Championship (2)       | Yan Bingtao        | 10:4     |
| Sieger   | 17. | 2020 | Gibraltar Open                 | Kyren Wilson       | 4:3      |
| Sieger   | 18. | 2020 | English Open                   | Neil Robertson     | 9:8      |
| Finalist | 10. | 2020 | Championship League            | Kyren Wilson       | 1:3      |
| Sieger   | 19. | 2020 | Northern Ireland Open (3)      | Ronnie O’Sullivan  | 9:7      |
| Finalist | 11. | 2020 | UK Championship                | Neil Robertson     | 9:10     |
| Sieger   | 20. | 2020 | World Grand Prix (2)           | Jack Lisowski      | 10:7     |
| Sieger   | 21. | 2021 | German Masters (2)             | Jack Lisowski      | 9:2      |
| Sieger   | 22. | 2021 | Gibraltar Open (2)             | Jack Lisowski      | 4:0      |
| Finalist | 12. | 2022 | Welsh Open                     | Joe Perry          | 5:9      |
| Sieger   | 23. | 2022 | Turkish Masters                | Matthew Selt       | 10:4     |
| Finalist | 13. | 2022 | Snookerweltmeisterschaft       | Ronnie O’Sullivan  | 13:18    |
| Finalist | 14. | 2023 | World Grand Prix               | Mark Allen         | 9:10     |
| Finalist | 15. | 2023 | European Masters               | Barry Hawkins      | 6:9      |
| Sieger   | 24. | 2023 | English Open (2)               | Zhang Anda         | 9:7      |
| Sieger   | 25. | 2023 | Wuhan Open                     | Ali Carter         | 10:7     |
| Sieger   | 26. | 2023 | Northern Ireland Open (4)      | Chris Wakelin      | 9:3      |
| Finalist | 16. | 2024 | World Grand Prix               | Ronnie O’Sullivan  | 7:10     |
| Sieger   | 27. | 2024 | German Masters (3)             | Si Jiahui          | 10:5     |
| Sieger   | 28. | 2024 | World Open (2)                 | Ding Junhui        | 10:4     |
| Finalist | 17. | 2024 | Xi’an Grand Prix               | Kyren Wilson       | 8:10     |
| Sieger   | 29. | 2024 | Saudi Arabia Snooker Masters   | Mark Williams      | 10:9     |
| Finalist | 18. | 2024 | Northern Ireland Open          | Kyren Wilson       | 3:9      |
| Sieger   | 30. | 2024 | UK Championship                | Barry Hawkins      | 10:8     |
| Finalist | 19. | 2025 | Players Championship           | Kyren Wilson       | 9:10     |

## Spitznamen
Nachdem Judd Trump wegen seiner damals wilden Frisur bei der Weltmeisterschaft 2011 zunächst als Mr. Haircut 100 (siehe Haircut 100) angekündigt worden war, erwiderte er, dass ihm dieser Spitzname nicht gefalle. Um ihn abzulegen, schlug er deshalb vor, dass man ihn doch lieber unter dem Beinamen The Ace vorstellen möge. Zu den folgenden Sessions der Weltmeisterschaft wurde seiner Bitte dann auch jeweils entsprochen.